# Brognard
Brognard är en kommun i departementet Doubs i regionen Bourgogne-Franche-Comté i östra Frankrike. Kommunen ligger i kantonen Étupes som tillhör arrondissementet Montbéliard. År 2022 hade Brognard 477 invånare.

## Befolkningsutveckling
Antalet invånare i kommunen Brognard
Referens:INSEE